# Маунт-Сінері
Маунт-Сінері (англ. Mount Scenery [maʊnt ˈsiːn(ə)rɪ]) — потенційно активний стратовулкан на території Нідерландських Карибських островів. Його лавовий купол утворює верхівку острова Саба. Із висотою 870 метрівце — найвища точка в Королівстві Нідерландів, а з розпуском Нідерландських Антильських островів 10 жовтня 2010 року — найвища точка безпосередньо в самих Нідерландах.
Вулкан Маунт-Сінері потенційно небезпечний. Останнє зареєстроване виверження — приблизно 1640 року, з пірокластичними потоками.
2 вересня 2019 року природному парку Маунт-Сінері було присвоєно статус національного парку.
Раніше вважалося, що Маунт-Сінері має висоту 877 або 887 метрів, однак в 2019 році експедиція нідерландського Кадастру та Королівського метеорологічного інституту Нідерландів виміряла нижчу висоту — 870 метрів. Попри це, вулкан залишається найвищою точкою Нідерландів, випереджаючи Кіль на острові Сінт-Естатіус.
На вершину веде пішохідна стежка, яка є однією із найзначніших туристичних пам'яток Саби. На шляху до гори можна зустріти всі кліматичні зони Саби, включаючи хмарний ліс на вершині.

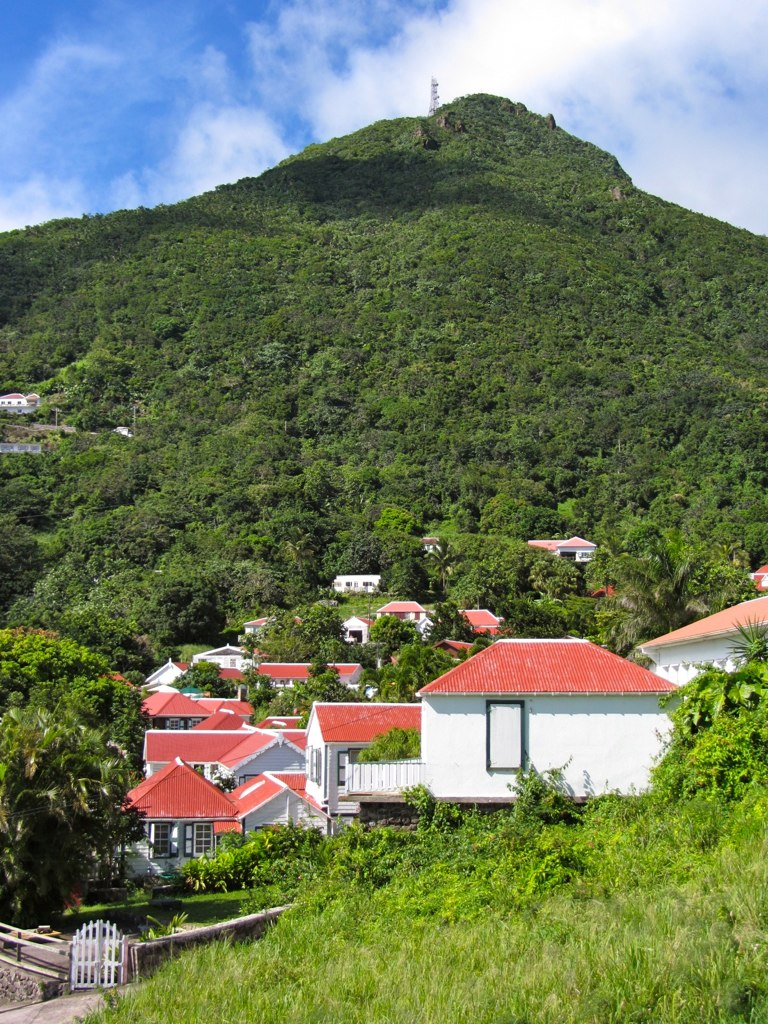
Краєвид на вершину із селом Віндвардсайд
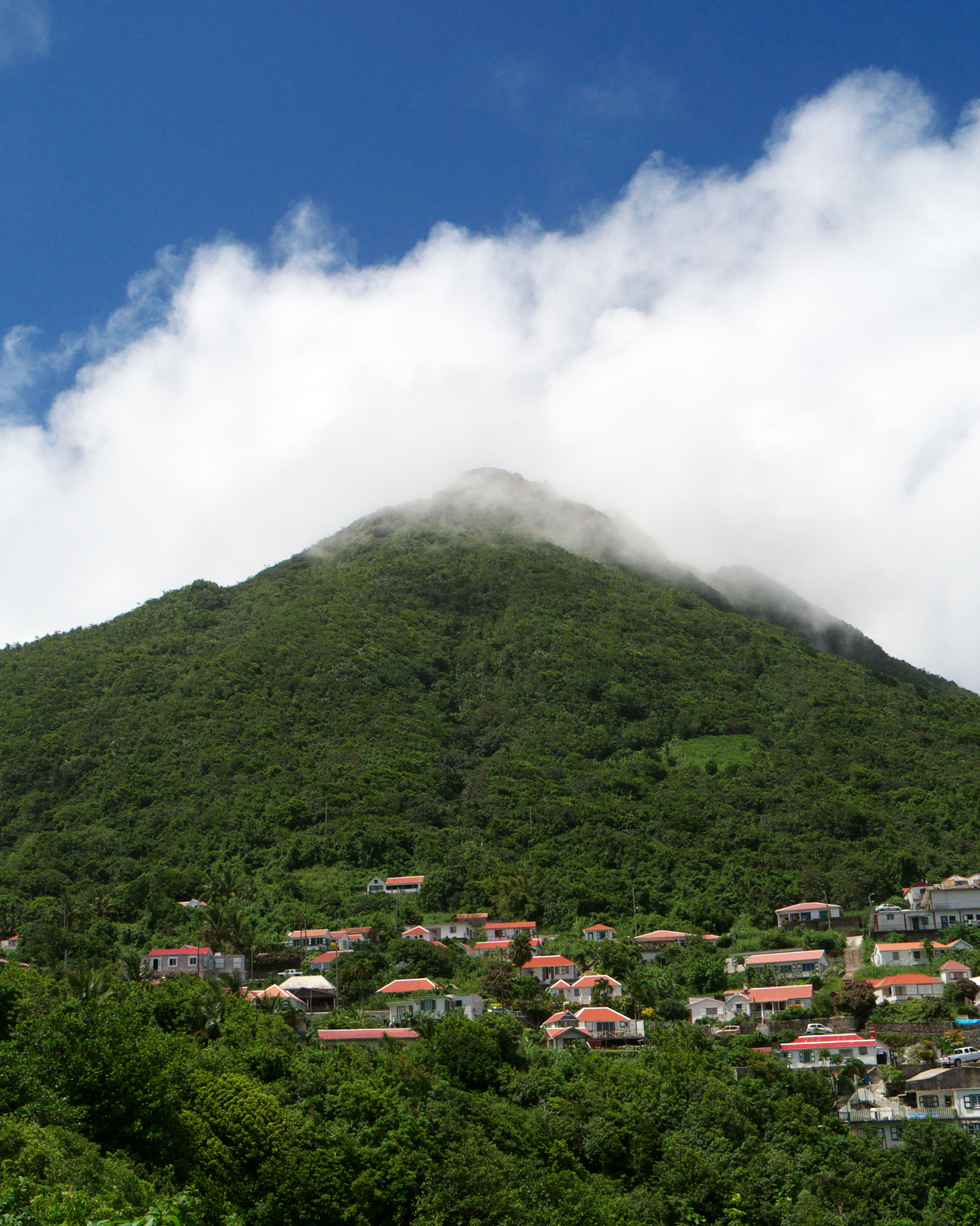
Маунт-Сінері у хмарах
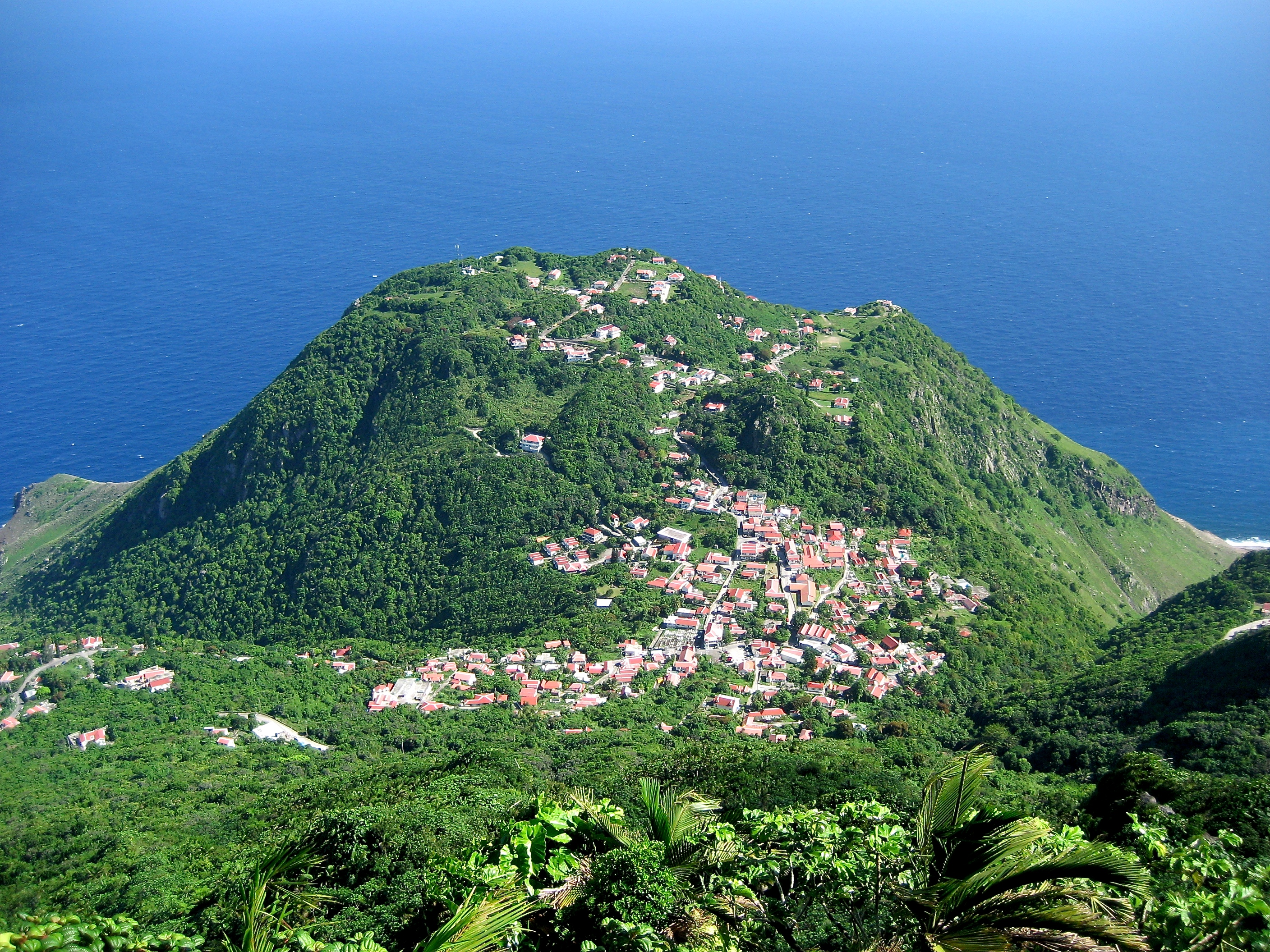
Краєвид з гори Сінері з Віндвардсайдом спереду